# Beseda u Bigbítu
Beseda u bigbítu (s podtitulem „…kultura z jiného světa“, původně pod názvem Žebřiňák) je mezinárodní hudební festival konající se v Tasově v okrese Hodonín v Jihomoravském kraji.

## Popis
Základním cílem multižánrového festivalu Beseda u Bigbítu v Tasově je mezikulturní integrace a tolerance k menšinovým žánrům. Regionální umělci jsou konfrontováni s aktuálními kulturními trendy a akcentována je přeshraniční spolupráce se Slovenskem. Hlavním očekávaným přínosem festivalu je zvyšování tolerance cílových skupin k multikulturalitě a menšinovým žánrům. Platforma partnerské atmosféry, inspirace a přátelských vazeb, včetně konfrontace návštěvníků a regionálních umělců s kulturními trendy ve Střední Evropě, přispěje k rozvoji nadnárodní spolupráce a kulturnímu dění na Slovácku. Festival Beseda u Bigbítu už řadu let vytváří platformu pro konfrontaci zavedených profesionálů se začínajícími umělci, podporuje menšinové žánry a je jednou z největších kulturních akcí tohoto typu na jižní Moravě. Na dvou festivalových pódiích se každoročně setkávají kapely rockové, jazzové, bluesové, elektronické, metalové, soudobá opera, world music, folk, alternativa i cimbálka.
Ve spolupráci s partnery ze Slovenska, Maďarska, Polska i České republiky je cílem organizatoru festival letos zřetelně zasadit do celého středoevropského kontextu. Připravovaný projekt rozvíjí spolupráci uvnitř zemí Visegrádu a pomocí umělecké konfrontace pomáhá bourat předsudky a stereotypní vzorce uvažování.

## Významní hosté
Na Besede u bigbítu vystoupili :
- 2009 : Besh o droM, 100°C, NIL, Hudba z Marsu, Felix Kubin, Trottel Stereodream Experience, Hm..., Slow Tension, The Swan Bride, Youcoco, Foolk, Bluesweiser
- 2010 : Oszibarack, Midi lidi, Divné semená, Jazzékiel, Frank Morey [3]
- 2011 : DJ Food, Waltari, Wanda Johnson & Shrimp City Slim Blues Band , Frank Morey & His Band, Erik Truffaz, Longital, The Uniques, Realistic Crew, D4D, Paul Lamb & the King Snakes, JazZsTepPa[4]
- 2012 : Three Traped Tigers, Hidden Orchestra, RasaSound, Vidiek, Zapaska, Jablkoň, UV_Jam session feat. Lucas Perny & Miloslav Kollár, Sto múch, Ravelin 7, Alexandr Stankov[5]
- 2013 : The Pineapple Thief, Napszyklat, Volkova Sisters, Zrní